# Wilcoxia pollinosa
Wilcoxia pollinosa är en tvåvingeart som beskrevs av Wilcox 1972. Wilcoxia pollinosa ingår i släktet Wilcoxia och familjen rovflugor. Inga underarter finns listade i Catalogue of Life.